# Вавилон (фильм, 1980)
«Вавилон» (англ. Babylon) — британский фильм 1980 года режиссёра Франко Россо, по сценарию написанному им же в соавторстве с Мартином Стеллменом.
Фильм рассказывает о жизни чёрных подростков, детей выходцев с островов Карибского бассейна, в Лондоне конца 1970-х годов. Главную роль сыграл Бринсли Форд, участник регги-группы Aswad. В фильме также принимали участие Карл Хаумен и Тревор Лэрд. Деннис Бовелл написал музыку для фильма. В фильме также звучат композиции группы Aswad, Джонни Кларка, Джеффа Вейна и других.
Фильм снимался в районах Лондона: Дептфорде и Брикстоне.

## Сюжет
Герой Бринсли Форда — это лондонский подросток, автомеханик днём и музыкант ночью. Фильм повествует о его жизни и жизни его друзей в Лондоне. Герои постоянно сталкиваются с расизмом, нищетой и отсутствием возможностей.
Дэвида выгоняют с работы, где он вынужден выслушивать оскорбления. За ним гонятся на машине хулиганы, он становится жертвой избиения со стороны полиции и ложного обвинения. Отправляется в бега, уходит из дома, ссорится со своей подругой, знакомится с растаманами. В гневе избивает соседа-расиста.
Одновременно со всем этим друзья выходят в финал музыкального конкурса, где им предстоит главное сражение.

## В ролях
- Бринсли Форд — «Блу» Дэвид
- Карл Хаумен — Ронни
- Тревор Лэрд — «Бифи»
- Брайан Бовелл — «Спарк»
- Виктор Ромеро Эванс — «Любовник»
- Дэвид Н. Хэйнс — Эррол
- Арчи Пул — «Дред»
- Мэл Смит — Алан
- Беверли Майклс — Элайн
- Мэгги Стид — женщина у гаража
- Марк Монеро — Карлтон
- Дэвид Гант — комиссар полиции
- Алан Игборн — Руперт
- Чарльз Корк — детектив
- Гари Вилан — детектив
- Синтия Пауэлл — мама
- King Sounds — конферансье
- Jah Shaka — в роли себя